# Avions & pilotes
Avions & Pilotes est une revue de type encyclopédie paraissant chaque semaine aux éditions Atlas.

## Généralités
Avions & Pilotes, sous-titrée « l'aviation racontée par les pilotes d'aujourd'hui », est une encyclopédie hebdomadaire de 120 numéros publiée de septembre 1989 à janvier 1992 qui est le pendant français de la publication britannique « Take-Off ». Chaque exemplaire comporte 28 pages qui ont été rassemblés en 10 volumes reliés. Elle s'attache à décrire l'aviation du point de vue des pilotes en abordant des thèmes de l'aviation militaire et civile, des aéronefs modernes et anciens. Chaque revue comporte les rubriques suivantes : pilote au combat, mission civile, boîte noire, marques de nationalité, les maîtres du ciel, guide des types d'avion.